# Qingxiusaurus
Qingxiusaurus ("ještěr z pohoří Qingxiu") je rod dávno vyhynulého sauropodního dinosaura, žijícího v období pozdní křídy na území dnešní jižní Číny.

## Popis
Formálně popsán byl v roce 2008 čínskými paleontology podle několika obratlů, kostí hrudníku a předních končetin ze souvrství Nadu. Fosilie byly objeveny roku 1991 spolu s typovým exemplářem hadrosaurida rodu Nanningosaurus. Qingxiusaurus byl stejně jako jiní zástupci kladu Titanosauria masivně stavěný čtyřnohý býložravec. Dorůstal délky asi 15 metrů a vážil přibližně 6 tun.
Typový a zároveň jediný dnes známý druh je Qingxiusaurus youjiangensis. Vzhledem ke svému geologickému stáří (kolem 70 milionů let) patří tento druh k posledním známým čínským sauropodům.